# عبیدالله بن المهدی
عبیدالله بن المهدی (عربی: عبید الله بن محمد المهدی؛ ۷۷۱ – ۸۱۰/۱۱) فرمانروای مصر در دوران خلافت عباسی بود.